# كاوشيك غاندي
كاوشيك غاندي (23 فبراير 1990 في الهند - ) هو لاعب كريكت هندي. لعب مع Tamil Nadu cricket team ‏.

## وصلات خارجية
- كاوشيك غاندي على موقع إي آس بي آن كريك إنفو (الإنجليزية)